# Гипотетико-дедуктивный метод
Гипотетико-дедуктивный метод (от греч. ὑπόθεσις — предположение; от лат. — deductio — выведение) — это особый метод научно-исследовательской работы, который заключается в представлении утверждений как гипотез и в эмпирической проверке данных гипотез.
Во многих источниках данный метод принято сокращать как «H-D метод». Стоит отметить, что вывод гипотез происходит на основании имеющихся у ученого или исследователя эмпирических знаний, которые способствуют выведению эмпирических следствий. Сущность гипотетико-дедуктивного метода состоит в том, что изначально формируется «…гипотетическая конструкция, которая дедуктивно развертывается, образуя целую систему гипотез, а затем эта система подвергается опытной проверке, в ходе которой она уточняется или конкретизируется». Данный метод используется не только в научной сфере, но и в психологии. В мире науки можно найти огромное число версий в формулировании гипотетико-дедуктивного метода. Так, например, голландский учёный Христиан Гюйгенс своеобразно использовал такой метод в своих исследованиях. Более того, Галилей и Ньютон являются представителями данного метода.

## Дедукция как важная часть научного метода
Существует колоссальное количество работ и учений о методах, однако проблема состоит в их легитимности использования. Гипотетико-дедуктивный метод представляет собой оригинальное соединение таких понятий как гипотеза и дедукция. Появление такого метода связано с постоянным поиском истины, которая не может быть выведена и обоснована достаточно простым способом. Безусловно стоит сказать о том, что проблема использования индукции и дедукции прослеживается с античных времен, поскольку не только ученые, но и философы стремятся найти универсальный научный метод. В данном методе использование дедукции обосновывается тем, что она позволяет сделать достоверное заключение об истинности высказывании на основании знания об истинности набора других высказываний, то есть выведение происходит «сверху». Если провести сравнительный анализ, то аргументов в пользу дедукции будет значительно больше, так как при индукции мы идем от частного к общему, поэтому необходимость в использовании дополнительных положений является обоснованной. При индуктивных рассуждениях с истинными посылками нет достаточных гарантий в истинности заключения. Дедуктивное рассуждение состоит в том, что заключение следует из посылки с логической необходимостью. И, как отмечал Лейбниц, 
«…индукция всегда неполна и ее выводы не имеют силы необходимости…»
Не только Лейбниц, но и К. Поппер отрицал роль индуктивного метода по причине, что невозможно построить правильное и полное истинное знание, не привнося что-то ещё, то есть будет постоянный регресс. На этом основании можно заключить, что использование дедукции является важным и актуальным в научной сфере.

## Отличительные особенности гипотетико-дедуктивного метода
Итак, гипотетико-дедуктивный метод представляет собой процедуру для построения научной теории, которая будет учитывать, во-первых, результаты, выведенные или полученные в ходе экспериментальной деятельности; во-вторых, использование логического вывода, который способен предсказывать эффекты, проверяемые или опровергаемые другими выводами экспериментов. Кроме этого, отличительной чертой гипотетико-дедуктивного метода от индуктивизма является его начало работы именно с гипотезами. Без данного метода наука могла бы оказаться «…в бедности, если бы не смогла выйти за пределы того, что можно непосредственно проверить». Обращение к гипотетико-дедуктивному методу естественных наук является обоснованным, так как они развивают имеющийся концептуальный аппарат и математические методы исследования.

## Применение гипотетико-дедуктивного метода в естествознании
Такие науки как биология, физика, химия, геология все основаны на гипотетико-дедуктивном методе. В области физики использование гипотетико-дедуктивного метода связано именно со сферой механики. Первым кто применил данный метод был Галилей при изучении равноускоренного движения. Галилей, как философ и ученый, оставил значительный след в мире науки. Именно он заложил начало современной физики. Кроме этого, в своих исследовательских работах он подвергал Аристотеля критики и пытался защитить теории Коперника. В это время происходит расцвет энциклопедизма и создание классификации наук. Он, как ученый, искал теоретическую основу и реальные доказательства. Примером использования гипотетико-дедуктивного метода является его анализ равноускоренного движения, в частности свободное падение тела под действием силы тяготения. Кроме этого, такой метод прослеживается и при открытии млечного пути, как скопления звезд. Галилей первоначально выдвинул гипотезу, которая в ходе эксперимента была подтверждена. Только такой способ можно и следует применять в научной деятельности. В своих заметках он писал: 
«после того я с невероятным ликованием духа часто наблюдал звезды как неподвижные, так и блуждающие; видя, насколько они часты, я начал думать, каким образом можно было бы измерить расстояние между ними…»
В данном разделе стоит обратиться к известному ученому, Х. Гюйгенсу (1629—1695), который первый принял волновую теорию света. Его работа «Трактат о свете», написанная в 1678 году, представляет собой значительный вклад в развитие науки. Так, например, сам Х. Гюйгенс пишет о своей работе: 
«Мне хочется верить, что те, кто любят познавать причины явлений и умеют восхищаться чудесными причинами света, найдет некоторое удовлетворение при ознакомлении с различными изложенными здесь размышлениями о свете и с новым объяснением его замечательного свойства, составляющего главную основу устройства наших глаз и тех великих изобретений, которых столь расширяют возможность ими пользоваться»
Х. Гюйгенс в своей работе «Трактат о свете» выдвинул гипотезу о том, что свет есть множество небольших волновых фронтов, продвигающихся в пространстве в направлении распространения света. Особенность таких волн состоит в том, что они являются невидимыми, поэтому необходимо использовать такой метод, который позволит сделать заключение о теории света. Следовательно, для ученого является важным использовать в своей деятельности метод экспериментальной проверки выдвигаемых гипотез.
Безусловно стоит в этом разделе отметить и И. Ньютона, который внес значительный вклад в развитие гипотетико-дедуктивного метода. Данный метод был использован ученым при построении классической механики. Можно обратиться ко второму закону Ньютона, который на современном языке физики можно сформулировать, как пропорциональность между импульсивной силой и изменением момента.

## Использование гипотетико-дедуктивного метода в психологии
Представителем и основоположником данного метода в психологии является К. Халл. Для него психология была наукой, в которой не только можно, но и нужно проводить исследования. Гипотетико-дедуктивный метод, по К. Халлу, необходим для установления постулатов, на основании которых можно дедуктивным путем выводить заключения, подлежащие экспериментальной проверке. Кроме этого метода он описал простое и систематически контролируемое наблюдения, и экспериментальную проверку гипотез. Использование гипотетико-дедуктивного метода было ему необходимо для установления психологии как науки, как объективной науки. Можно кратко сформулировать процесс гипотетико-дедуктивного метода: есть ряд гипотез, которые носят объяснительный характер, затем делает вывод и потом проводят эмпирические проверки, а в результате получаем доказательство предположения, которое приобретает статус истинности.
К. Халл в своей работе «Принцип поведения», написанной в 1943 году, говорил о том, что научная теория напоминает ему аргументацию, которая по своей природе является логичной. Именно в научной теории логика используется совместно с наблюдением и как важное средство всякого исследования. Единственным способом подтверждения истинности гипотезы может быть только проведение эксперимента.

## Критика гипотетико-дедуктивного метода
Одним из представителей критики данного метода является историк науки, Н. Р. Хэнсон. По его мнению, гипотетико-дедуктивная модель способна проводить анализ, основываясь только на готовых результатах научных исследований. Существенным минусом этой теории для научного познания является отсутствие раскрытия самого процесса. На этом основании данный метод является экстенсивным.